# كارولين ديكر
كارولين ديكر (بالإنجليزية: Caroline Decker)‏ هي نقابية أمريكية، ولدت في 26 أبريل 1912 في ماكون في الولايات المتحدة، وتوفيت في 17 مايو 1992 في كاليفورنيا في الولايات المتحدة.